# 1710
1710 (MDCCX) var ett normalår som började en onsdag i den gregorianska kalendern och ett normalår som började en söndag i den julianska kalendern samt ett normalår som började en lördag i den svenska kalendern.

## Händelser

### Februari
- 28 februari (SS) – Svenskarna under Magnus Stenbock besegrar danskarna i slaget vid Helsingborg, vilket var sista gången svenskar och danskar kämpade mot varandra på svensk mark.

### Mars
- 1 mars – Upproret i Binneberg.
- 21 mars – Arvid Horn blir ny svensk kanslipresident.

### April
- 10 april – Världens första copyrightlag, Storbritanniens Statute of Anne, träder i kraft.

### Juni
- 10 juni – Viborgs fästning, som aldrig tidigare betvingats av fiendehand, kapitulerar för ryssarna.
- Juni – Den asiatiska böldpesten kommer till Sverige (med Finland).

### Juli
- 1 juli – Ryssarna intar Riga.

### Augusti
- Augusti – Böldpesten når Stockholm och dödar en tredjedel av stadens befolkning på ett halvår.

### September
- 24 september – Sjöslaget vid Köge bukt, mellan de svenska och danska flottorna, slutar oavgjort.
- 30 september – Reval kapitulerar varigenom Sveriges baltiska besittningar helt faller i rysk hand.

### December
- 13 december – 53 sårade svenska officerare, som räddat sig från ryssarnas erövring av Riga, anländer efter en äventyrlig resa till Landskrona. Man har tvingats lämna kvar elva man på Ösel, som har erövrats av ryssarna.

### Okänt datum
- Uppskattning: Peking, Kina övertar positionen som världens största stad från Konstantinopel, Osmanska riket.[1]
- Danskarna erövrar Kristianstad och inom kort är hela Skåne, utom Malmö och Landskrona, i deras händer.
- Trots kung Karl XII:s motstånd går kanslipresident Arvid Horn i Stockholm med på den neutralitetsakt, som Sveriges fiender har föreslaget, för att skydda de tyska provinserna.
- Karl XII utsänder tre fortifikationsmästare på en upptäcktsresa till Orienten. Expeditionen går över Konstantinopel till Egypten, Palestina och Syrien.

## Födda
- 4 januari – Giovanni Battista Pergolesi, italiensk kompositör.
- 15 februari – Ludvig XV, kung av Frankrike 1715–1774.
- 15 april – Marie Camargo, fransk dansös.
- 26 april – Thomas Reid, skotsk filosof.
- 3 maj – Adolf Fredrik, kung av Sverige 1751–1771.
- 8 maj – Peter Anton von Verschaffelt, flamländsk skulptör och arkitekt.

## Avlidna
- 23 september – Ole Rømer, dansk astronom och ämbetsman.
- 3 november – Maria de Croll, svensk discantinst.

### Fotnoter
1. ↑  ”Geography at about.com”. Arkiverad från originalet den 18 augusti 2016. https://web.archive.org/web/20160818124242/http://geography.about.com/library/weekly/aa011201a.htm. Läst 28 februari 2011.